# Chelotropella sphaerica
Chelotropella sphaerica är en svampdjursart som beskrevs av Lendenfeld 1907. Chelotropella sphaerica ingår i släktet Chelotropella och familjen Calthropellidae. Inga underarter finns listade i Catalogue of Life.